# Pierre-Adrien de Rouen
Pierre-Adrien de Rouen [de Roüen] est un maître écrivain né vers 1699 et mort en 1747 ou en 1757.

## Biographie
Il fut reçu maître dans la Communauté des maîtres écrivains jurés de Paris le 16 décembre 1734, et mourut en 1747. Il fut non seulement un maître écrivain au sens classique du terme, mais aussi un artiste versé dans la micrographie, qui consiste à faire des dessins à partir d'une écriture extrêmement fine. Cette technique exige une patience qu'on a peine à imaginer.
Il finit sa vie assez misérablement, secouru tout de même par l'abbé Hermand de Cléry, amateur de calligraphies, qui lui conserva un emploi jusqu'à sa mort.

## Œuvres
- Paillasson signale en 1767 qu'il a écrit en micrographie un portrait de Louis XV et de la reine, qui de loin donnaient l'impression d'une gravure, et dont le texte reprenait tous les passages de l'Ancien et du Nouveau Testament qui exprimaient la soumission d'un sujet à son roi.
- Il présenta un livre de prières calligraphié à Madame la Chancelière (probablement Anne-Françoise Lefèvre d'Ormesson, épouse du chancelier de France Henri François d'Aguesseau), qui le récompensa en le faisant recevoir maître.
- Paillasson signale aussi en 1765 dans son article pour l'Encyclopédie posséder quelques pièces de lui, notamment le dessin sur parchemin d'un autel avec deux croix, dont l'une est tracée avec le texte du Miserere et l'autre du Vexilla Regis.